# Panpayak Jitmuangnon
Panpayak Jitmuangnon (Provincia de Samut Prakan, Tailandia; 7 de enero de 1996) es un peleador de Muay Thai tailandés que actualmente compite en la categoría de peso mosca de ONE Championship, donde está en la posición #2 del ranking de peso mosca de ONE. Panpayak es un dos veces campeón de peso pluma de Lumpini Stadium y un dos veces campeón de peso gallo de Lumpini Stadium, además de ser ex-campeón de peso mini mosca y mosca ligero de Rajadamnern. Panpayak ostenta victorias sobre destacables peleadores como Sam-A Gaiyanghadao, Prajanchai P.K.Saenchaimuaythaigym, Wanchalong PKSaenchaimuaythaigym, Jomhod Sakami, Aikmongkol Gaiyanghadaogym y Superlek Kiatmuu9, venciendo a este último 4 de las 8 veces que se han enfrentado.
Es el primer peleador en la historia del deporte en ganar Peleador del Año según Sports Writers of Thailand tres años seguidos.

## Carrera de Muay Thai y Kickboxing
La asociación Sportswriters of Thailand lo escogió como su Peleador del Año de 2013.
En mayo de 2014, Panpayak enfrentó a Ponakrit Sorjor Wichitpidriew en Lumpini Stadium. Ganó la pelea por decisión unánime.
Panpayak enfrentó a Wanchalong PK.Saenchai en junio de 2014 en Lumpini Stadium. Ganó la pelea por TKO en el quinto asalto.
Ganó el título de peso gallo de Lumpini Stadium en agosto de 2018, venciendo a Suakim Sit Sor Thor Taew por decisión.
Panpayak enfrentó a Prajanchai P.K.Saenchaimuaythaigym por el título de peso gallo de Lumpini Stadium. Habiendo perdido el título tres meses antes ante Prajanchai. Panpayak recuperó el título por decisión unánime.

### ONE Championship
Panpayak hizo su debut en ONE Championship en septiembre de 2019, cuando enfrentó a Masahide Kudo. Ganó la pelea por decisión unánime.
Panpayak enfrentó a Superlek Kiatmuu9, por séptima vez, durante ONE Championship: No Surrender. Superlek ganó la pelea por decisión unánime.
Panpayak enfrentó a Savvas Michael en los cuartos de final del Grand Prix de Peso mosca de Muay Thai de ONE en ONE on Prime Video 1 el 27 de agosto de 2022. Ganó la pelea por noqueando a Michael con una patada a la cabeza en el segundo asalto.
Panpayak estaba programado para enfrentar a Superlek Kiatmuu9 por octava vez en la Final del Grand Prix de Muay Thai de Peso Mosca de ONE en ONE on Prime Video 3, el 21 de octubre de 2022. Sin embargo, Superlek sufrió una lesión durante el entranamiento y fue retirado del evento. El par fue reagendado para enfrentarse en ONE 164. Durante el pesaje, Superlek y Panpayak fallaron el test de hidratación y fueron obligados a tomar la pelea en un peso pactado. Superlek pesó 135.25 libras, 0.25 libras por sobre el límite, mientras que Panpayak pesó 138 libras, 3 libras sobre el límite de peso mosca, ya que ninguno dio el peso mosca, la pelea continuó en un peso pactado en 138 libras sin el título del Grand Prix en juego. Panpayak perdió la pelea por una muy cerrada decisión dividida.
Panpayak estaba programado para enfrentar a Nabil Anane el 17 de marzo de 2023, en ONE Friday Fights 9. Sin embargo, la pelea fue cancelada.
Panpayak está programado para enfrentar a Silviu Vitez el 18 de octubre de 2024, en ONE Friday Fights 83.

## Campeonatos y logros
- ONE Championship
  - Nocaut del Año 2022 de ONE Super Series vs. Savvas Michael
  - Actuación de la Noche (Una vez) vs. Savvas Michael[20]
- Lumpinee Stadium
  - Campeón de Peso Pluma (126 libras) de Lumpinee Stadium (Dos veces)
  - Campeón de Peso Gallo (118 libras) de Lumpinee Stadium (Dos veces)

- Rajadamnern Stadium
  - Campeón de Peso Mosca Ligero (108 libras) de Rajadamnern Stadium
  - Campeón de Peso Mini Mosca (105 libras) de Rajadamnern Stadium (1 defensa)

- Sports Writers of Thailand
  - Peleador del Año de Sports Writers of Thailand de 2015
  - Peleador del Año de Sports Writers of Thailand de 2014[21]
  - Peleador del Año de Sports Writers of Thailand de 2013[22]

## Récord en Muay Thai y Kickboxing
| Récord en Muay Thai y Kickboxing                             | Récord en Muay Thai y Kickboxing | Récord en Muay Thai y Kickboxing   | Récord en Muay Thai y Kickboxing            | Récord en Muay Thai y Kickboxing | Récord en Muay Thai y Kickboxing | Récord en Muay Thai y Kickboxing | Récord en Muay Thai y Kickboxing |
| ------------------------------------------------------------ | -------------------------------- | ---------------------------------- | ------------------------------------------- | -------------------------------- | -------------------------------- | -------------------------------- | -------------------------------- |
| 248 Victorias (35 (T)KO's), 42 Derrotas, 3 Empates           |                                  |                                    |                                             |                                  |                                  |                                  |                                  |
| Fecha                                                        | Resultado                        | Oponente                           | Evento                                      | Localización                     | Método                           | Ronda                            | Tiempo                           |
| 18-10-2024                                                   | Victoria                         | Silviu Vitez                       | ONE Friday Fights 83                        | Bangkok, Tailandia               | Decisión (Unánime)               | 3                                | 3:00                             |
| 03-12-2023                                                   | Derrota                          | Superlek Kiatmuu9                  | ONE 164: Pacio vs. Brooks                   | Manila, Filipinas                | Decisión (Dividida)              | 3                                | 3:00                             |
| 26-08-2022                                                   | Victoria                         | Savvas Michael                     | ONE on Prime Video 1                        | Kallng, Singapur                 | KO (Patada a la Cabeza)          | 2                                | 0:10                             |
| Semi-Final del Grand Prix de Muay Thai de Peso Mosca de ONE. |                                  |                                    |                                             |                                  |                                  |                                  |                                  |
| 29-10-2021                                                   | Victoria                         | Daniel Puertas                     | ONE Championship: NextGen III               | Kallng, Singapur                 | Decisión (Unánime)               | 3                                | 3:00                             |
| 08-04-2021                                                   | Victoria                         | Chamuaktong Fightermuaythai        | Mahakam Muay RuamPonKon Chana + Petchyindee | Songkhla, Tailandia              | Decisión                         | 3                                | 3:00                             |
| 31-07-2020                                                   | Derrota                          | Superlek Kiatmuu9                  | ONE Championship: No Surrender              | Bangkok, Tailandia               | Decisión (Unánime)               | 3                                | 3:00                             |
| 28-11-2019                                                   | Victoria                         | Panpayak Sitchefboontham           | Rajadamnern Stadium                         | Bangkok, Tailandia               | Decisión                         | 5                                | 3:00                             |
| 06-09-2019                                                   | Victoria                         | Masahide Kudo                      | ONE Championship: Inmortal Triumph          | Ciudad Ho Chi Minh. Vietnam      | Decisión (Unánime)               | 3                                | 3:00                             |
| 16-08-2019                                                   | Victoria                         | Kaonar P.K. SaenchaiMuayThaiGym    | Supit + Sor. Sommai Birthday Fights         | Songkhla, Tailandia              | Decisión                         | 5                                | 3:00                             |
| 18-07-2019                                                   | Victoria                         | Yamin PKsaenchaimuaythaigym        | Rajadamnern Stadium                         | Bangkok, Tailandia               | Decisión                         | 5                                | 3:00                             |
| 31-01-2019                                                   | Derrota                          | Muangthai P.K. SaenchaiMuayThaiGym | Rajadamnern Stadium                         | Bangkok, Tailandia               | KO                               | 3                                |                                  |
| 07-12-2018                                                   | Victoria                         | Rui Botelho                        | ONE Championship: Destiny of Champions      | Kuala Lumpur, Malasia            | Decisión (Unánime)               | 3                                | 3:00                             |
| 2018-10-27                                                   | Victoria                         | Ehsan Khorshidvand                 | Thai Fight                                  | Tailandia                        | Decision (Unanimous)             | 3                                | 3:00                             |
| 2018-08-16                                                   | Victoria                         | Superlek Kiatmuu9                  | Rajadamnern Stadium                         | Bangkok, Tailandia               | Decisión                         | 5                                | 3:00                             |
| 2018-07-07                                                   | Victoria                         | Davisson Paixao                    | Thai Fight                                  | Tailandia                        | Decisión (Unánime)               | 3                                | 3:00                             |
| 2018-05-12                                                   | Derrota                          | Henrique Muller                    | Thai Fight Samui                            | Tailandia                        | KO (Left Hook)                   | 1                                | 1:05                             |
| 2018-02-20                                                   | Derrota                          | Yodlekpet Or. Pitisak              | Onesongchai Fights, Lumpinee Stadium        | Bangkok, Tailandia               | Decisión                         | 5                                | 3:00                             |
| 2017-12-30                                                   | Victoria                         | Superlek Kiatmuu9                  | Petch Buncha, 13th Anniversary              | Ko Samui, Tailandia              | Decisión                         | 5                                | 3:00                             |
| 2017-11-06                                                   | Empate                           | Sangmanee Sor Tienpo               | Rajadamnern Stadium                         | Bangkok, Tailandia               | Decisión                         | 5                                | 3:00                             |
| 2017-09-09                                                   | Victoria                         | Sangmanee Sor Tienpo               | Samui Fight                                 | Ko Samet, Tailandia              | Decisión                         | 5                                | 3:00                             |
| 2017-05-31                                                   | Victoria                         | Saeksan Or. Kwanmuang              | Sor. Sommai, Rajadamnern Stadium            | Bangkok, Tailandia               | Decisión                         | 5                                | 3:00                             |
| 2017-05-04                                                   | Victoria                         | Superlek Kiatmuu9                  | Petchyindee Fight, Rajadamnern Stadium      | Bangkok, Tailandia               | Decisión                         | 5                                | 3:00                             |
| 2017-04-06                                                   | Victoria                         | Phet Utong Or. Kwanmuang           | Jitmuangnont, Rajadamnern Stadium           | Bangkok, Tailandia               | Decisión                         | 5                                | 3:00                             |
| 2017-03-02                                                   | Derrota                          | Phet Utong Or. Kwanmuang           | Rajadamnern Stadium                         | Bangkok, Tailandia               | KO (Right hook)                  | 1                                |                                  |
| 2017-02-02                                                   | Derrota                          | Superlek Kiatmuu9                  | Petchyindee Fight, Rajadamnern Stadium      | Bangkok, Tailandia               | Decisión                         | 5                                | 3:00                             |
| 2016-12-09                                                   | Victoria                         | Rodlek Jaotalaytong                | Lumpinee Stadium                            | Bangkok, Tailandia               | Decisión                         | 5                                | 3:00                             |
| 2016-11-15                                                   | Victoria                         | Kaonar P.K.SaenchaiMuaythaiGym     | Rajadamnern Stadium                         | Bangkok, Tailandia               | Decisión                         | 5                                | 3:00                             |
| 2016-09-14                                                   | Victoria                         | Superbank Mor.Ratanabandit         | Rajadamnern Stadium                         | Bangkok, Tailandia               | Decisión                         | 5                                | 3:00                             |
| 2016-07-08                                                   | Victoria                         | Chalam Parunchai                   | Lumpinee Stadium                            | Bangkok, Tailandia               | TKO (High kick)                  | 2                                |                                  |
| 2016-06-09                                                   | Victoria                         | Kaonar P.K.SaenchaiMuaythaiGym     | Onesongchai Fights, Rajadamnern Stadium     | Bangkok, Tailandia               | Decisión                         | 5                                | 3:00                             |
| 2016-05-02                                                   | Derrota                          | Sangmanee Sor Tienpo               | Jitmuangnon Fights, Rajadamnern Stadium     | Bangkok, Tailandia               | Decisión                         | 5                                | 3:00                             |
| 2016-03-04                                                   | Victoria                         | Kaonar P.K.SaenchaiMuaythaiGym     | Kriekkrai Fights, Lumpinee Stadium          | Bangkok, Tailandia               | Decisión                         | 5                                | 3:00                             |
| 2016-01-28                                                   | Derrota                          | Saen Parunchai                     | Petwithaya Fights, Rajadamnern Stadium      | Bangkok, Tailandia               | Decisión                         | 5                                | 3:00                             |
| 2015-12-22                                                   | Victoria                         | Kaonar P.K.SaenchaiMuaythaiGym     | Kiatphet Fights, Lumpinee Stadium           | Bangkok, Tailandia               | Decisión                         | 5                                | 3:00                             |
| Ganó el título de peso pluma de Lumpinee Stadium.            |                                  |                                    |                                             |                                  |                                  |                                  |                                  |
| 2015-10-07                                                   | Victoria                         | Superlek Kiatmuu9                  | Rajadamnern Stadium                         | Bangkok, Tailandia               | Decisión                         | 5                                | 3:00                             |
| 2015-09-09                                                   | Empate                           | Superlek Kiatmuu9                  | Rajadamnern Stadium                         | Bangkok, Tailandia               | Decisión                         | 5                                | 3:00                             |
| 2015-07-02                                                   | Victoria                         | Parkalek Tor Laksong               | Rajadamnern Stadium                         | Bangkok, Tailandia               | Decisión                         | 5                                | 3:00                             |
| 2015-06-05                                                   | Derrota                          | Saen Parunchai                     | Lumpinee Stadium                            | Bangkok, Tailandia               | Decisión                         | 5                                | 3:00                             |
| Perdió el título de peso pluma de Lumpinee Stadium.          |                                  |                                    |                                             |                                  |                                  |                                  |                                  |
| 2015-04-29                                                   | Victoria                         | Sam-A Gaiyanghadao                 | Rajadamnern Stadium                         | Bangkok, Tailandia               | KO(Left high kick)               | 1                                | 1:20                             |
| 2015-03-06                                                   | Victoria                         | Sam-A Gaiyanghadao                 | Lumpinee Stadium                            | Bangkok, Tailandia               | Decisión                         | 5                                | 3:00                             |
| Ganó el título de peso pluma de Lumpinee Stadium.            |                                  |                                    |                                             |                                  |                                  |                                  |                                  |
| 2015-01-08                                                   | Victoria                         | Luknimit Singklongsi               | Rajadamnern Stadium                         | Bangkok, Tailandia               | Decisión                         | 5                                | 3:00                             |
| 2014-12-09                                                   | Victoria                         | Prajanchai P.K.Saenchaimuaythaigym | Lumpinee Stadium                            | Bangkok, Tailandia               | Decisión                         | 5                                | 3:00                             |
| Ganó el título de peso gallo de Lumpinee Stadium.            |                                  |                                    |                                             |                                  |                                  |                                  |                                  |
| 2014-10-31                                                   | Victoria                         | Suakim Sit Sor Thor Taew           | Lumpinee Stadium                            | Bangkok, Tailandia               | Decisión                         | 5                                | 3:00                             |
| 2014-10-06                                                   | Victoria                         | Denchingkwan Lamtongkampet         | Rajadamnern Stadium                         | Bangkok, Tailandia               | KO (head kick)                   | 4                                |                                  |
| 2014-09-05                                                   | Derrota                          | Prajanchai P.K.Saenchaimuaythaigym | Lumpinee Stadium                            | Bangkok, Tailandia               | Decisión                         | 5                                | 3:00                             |
| Perdió el título de peso gallo de Lumpinee Stadium.          |                                  |                                    |                                             |                                  |                                  |                                  |                                  |
| 2014-08-08                                                   | Victoria                         | Suakim Sit Sor Thor Taew           | Lumpinee Stadium                            | Bangkok, Tailandia               | Decisión                         | 5                                | 3:00                             |
| Ganó el título de peso gallo de Lumpinee Stadium.            |                                  |                                    |                                             |                                  |                                  |                                  |                                  |
| 2014-07-17                                                   | Victoria                         | Pet Or Pimolsri                    | Rajadamnern Stadium                         | Bangkok, Tailandia               | Decisión                         | 5                                | 3:00                             |
| 2014-06-06                                                   | Victoria                         | Wanchalong PK.Saenchai             | Lumpinee Stadium                            | Bangkok, Tailandia               | TKO (elbow/ref stoppage)         | 5                                | 3:00                             |
| 2014-05-02                                                   | Victoria                         | Ponakrit Sorjor Wichitpidriew      | Lumpinee Stadium                            | Bangkok, Tailandia               | Decisión                         | 5                                | 3:00                             |
| 2014-04-08                                                   | Derrota                          | Wanchalong PK.Saenchai             | Lumpinee Stadium                            | Bangkok, Tailandia               | Decisión                         | 5                                | 3:00                             |
| Por el título de peso mosca de Lumpinee Stadium.             |                                  |                                    |                                             |                                  |                                  |                                  |                                  |
| 2014-01-10                                                   | Victoria                         | Chankrit Ekbangsai                 | Lumpinee Stadium                            | Bangkok, Tailandia               | Decisión                         | 5                                | 3:00                             |
| 2013-11-04                                                   | Victoria                         | Ekmongkol Kaiyanghadaogym          | Rajadamnern Stadium                         | Bangkok, Tailandia               | Decisión                         | 5                                | 3:00                             |
| 2013-10-03                                                   | Victoria                         | Jomhod Eminentair                  | Rajadamnern Stadium                         | Bangkok, Tailandia               | Decisión                         | 5                                | 3:00                             |
| 2013-09-11                                                   | Victoria                         | Trakunpet Sor Sommai               | Rajadamnern Stadium                         | Bangkok, Tailandia               | KO (head kick)                   | 1                                |                                  |
| 2013-08-05                                                   | Victoria                         | Rengsak Sitniwat                   | Rajadamnern Stadium                         | Bangkok, Tailandia               | Decisión                         | 5                                | 3:00                             |
| 2013-06-04                                                   | Victoria                         | Sarawut Pitakpaapardaeng           | Lumpinee Stadium                            | Bangkok, Tailandia               | Decisión                         | 5                                | 3:00                             |
| 2013-05-02                                                   | Victoria                         | Rengsak Sitniwat                   | Rajadamnern Stadium                         | Bangkok, Tailandia               | Decisión                         | 5                                | 3:00                             |
| Ganó el título de peso mosca ligero de Rajadamnern Stadium.  |                                  |                                    |                                             |                                  |                                  |                                  |                                  |
| 2013-04-05                                                   | Victoria                         | Yothin Sakaethongresort            | Lumpinee Stadium                            | Bangkok, Tailandia               | KO                               | 2                                |                                  |
| 2013-02-21                                                   | Empate                           | Senkeng Nuicoffeeboran             | Rajadamnern Stadium                         | Bangkok, Tailandia               | Decisión                         | 5                                | 3:00                             |
| 2013-01-23                                                   | Derrota                          | Yuthasak Sakburiram                |                                             | Bangkok, Tailandia               | Decisión                         | 5                                | 3:00                             |
| 2013-01-17                                                   | Victoria                         | Yodmanoot Petpotong                | Rajadamnern Stadium                         | Bangkok, Tailandia               | Decisión                         | 5                                | 3:00                             |
| Retuvo el título de peso mini mosca de Rajadamnern Stadium.  |                                  |                                    |                                             |                                  |                                  |                                  |                                  |
| 2012-11-28                                                   | Victoria                         | Nikomlek Tor Tawat                 | Rajadamnern Stadium                         | Bangkok, Tailandia               | Decisión                         | 5                                | 3:00                             |
| 2012-10-11                                                   | Derrota                          | Pet Or Pimolsri                    | Rajadamnern Stadium                         | Bangkok, Tailandia               | Decisión                         | 5                                | 3:00                             |
| 2012-09-20                                                   | Victoria                         | Detkart Por Pongsawang             | Rajadamnern Stadium                         | Bangkok, Tailandia               | Decisión                         | 5                                | 3:00                             |
| Ganó el título de peso mini mosca de Rajadamnern Stadium.    |                                  |                                    |                                             |                                  |                                  |                                  |                                  |
| 2012-06-28                                                   | Victoria                         | Dokmaidang JSP                     | Rajadamnern Stadium                         | Bangkok, Tailandia               | Decisión                         | 5                                | 3:00                             |
| 2012-04-19                                                   | Victoria                         | Petlamsin Kiatphontip              | Rajadamnern Stadium                         | Bangkok, Tailandia               | Decisión                         | 5                                | 3:00                             |
| 2012-03-15                                                   | Victoria                         | Dungriang Sitkriangkrai            | Rajadamnern Stadium                         | Bangkok, Tailandia               | Decisión                         | 5                                | 3:00                             |
| 2012-02-13                                                   | Victoria                         | Petdam Petnopakao                  | Rajadamnern Stadium                         | Bangkok, Tailandia               | Decisión                         | 5                                | 3:00                             |
| 2012-01-18                                                   | Victoria                         | Dej Sor Ploenjit                   | Rajadamnern Stadium                         | Bangkok, Tailandia               | Decisión                         | 5                                | 3:00                             |
| 2011-12-08                                                   | Victoria                         | Raktemroi Visootjaroenyon          | Rajadamnern Stadium                         | Bangkok, Tailandia               | KO                               | 5                                |                                  |
| 2011-11-14                                                   | Victoria                         | Ongri Barnpeeumruangpeetong        | Rajadamnern Stadium                         | Bangkok, Tailandia               | Decisión                         | 5                                | 3:00                             |
| 2011-10-20                                                   | Victoria                         | Pudpadnoi Zujibamikiew             | Rajadamnern Stadium                         | Bangkok, Tailandia               | Decisión                         | 5                                | 3:00                             |
| 2011-08-18                                                   | Derrota                          | Dej Sor Ploenjit                   | Rajadamnern Stadium                         | Bangkok, Tailandia               | Decisión                         | 5                                | 3:00                             |
| 2011-06-27                                                   | Victoria                         | Puenkon Tor.Surat                  | Rajadamnern Stadium                         | Bangkok, Tailandia               | Decisión                         | 5                                | 3:00                             |
| 2011-04-25                                                   | Victoria                         | Ongri Barnpeeumruangpeetong        | Rajadamnern Stadium                         | Bangkok, Tailandia               | Decisión                         | 5                                | 3:00                             |
| 2011-02-21                                                   | Victoria                         | Puenkon Tor.Surat                  | Rajadamnern Stadium                         | Bangkok, Tailandia               | Decisión                         | 5                                | 3:00                             |